# 長宗我部雄親
長宗我部 雄親（ちょうそかべ かつちか）は室町時代の武将。長宗我部文兼の子。
長宗我部氏の家督は父・文兼の隠居を受けて兄の元門が継いでいたが、文兼と元門は次第に対立して不仲となり、文兼は元門を追放して家督に復帰、雄親はその後に家督を継いだ。雄親は家督争いで混乱した長宗我部氏の内部をまとめるため、寺社勢力との関係強化や弟を他家に養子として出すことでの家臣団強化を図った。
文明10年（1478年）に雄親は死去し、跡を子の兼序が継いだ。

## 関連
- 長宗我部氏